# Ribeiros
Ribeiros ist eine Gemeinde im Norden Portugals.
Ribeiros gehört zum Kreis Fafe im Distrikt Braga, besitzt eine Fläche von 5,0 km² und hat 545 Einwohner (Stand 19. April 2021).